# Allékantlav
Allékantlav (Lecanora impudens) är en lavart som beskrevs av Degel. Allékantlav ingår i släktet Lecanora och familjen Lecanoraceae.  Arten är reproducerande i Sverige. Inga underarter finns listade i Catalogue of Life.